# Argumentum ad antiquitatem
Обращение к традиции (лат. argumentum ad antiquitatem — обращение к древности, или обращение к общей практике) — вид ошибочной аргументации, в котором тезис считается правильным на том основании, что он соответствует каким-либо традициям. Другими словами — утверждение вида «это правильно, потому что так делали всегда».
Обращение к традиции подразумевает два предположения, которые верны не всегда:
- поскольку традиция давно существует или широко распространена, она обязательно правильна. На самом деле даже распространённая традиция может иметь ошибочные основания и быть бесполезной или вредной;
- обоснования для традиции актуальны до сих пор. В действительности обстоятельства могли измениться.

Противоположность обращения к традиции — обращение к новизне: заявление, что какой-либо тезис верен лишь потому, что он новый.